# バルバスセル・メディアグループ
バルバスセル・メディアグループ(BC Media)は、2007年にカナダ人のレイ・ピーダーセンが東京に設立した紙媒体、マルチメディア、インターネット、イベントといった複数のプラットホームを通じて、総合的ブランドソリューションを提供するマーケティングと広告を行う企業である。

## 特徴
先進的なブランドを活かして、26歳から55歳までの主に複数の文化習慣と言語に親しみ、地球市民としての文化許容度を大切にしつつゆとりあるライフスタイルを楽しもうとする今世紀型の生活者の日常生活から仕事、趣味や旅行まで積極的に生きる国際人の全てのシーンに訴求するメディアである。

## 概要
Tokyo Weekender
- 1970年に朝鮮戦争に出征した米国退役軍人であるミラード・'コーキー'・アレクサンダーが創刊した日本最古の無料英語出版物である本誌をBCメディアが2008年に買収したものである。主として首都圏に住むバイリンガルコミュニティ向けにビジネスと文化の要所を捉えた記事と写真と、読者の根強い日本文化への愛着を倍加させる編集スタイルが特徴である。東京の国際化が進む中、競合がひしめき合うドメインとなりつつあるが、読者に日本を歴史から踏まえてより深く知りたいという知的好奇心に訴える編集方針と改訂したオンライン版の内容とナビゲーションの新鮮さが、本格的読み物としての同誌の差別化要因となっている。

グラフィック・デザインとブランディング
- 訴求度向上のためのロゴの新設や改訂を含め、CIやメイン媒体を念頭に、ブランド価値が他社比較で際立つことを強く意識している。

ビデオ・プロダクション
- 英国のラム酒メーカーの日本でのキャンペーンや、iPadやiPhoneを利用した語学学習企業等、日本市場開拓に即効性のあるビデオ制作を中心としている。

ウェブ・ソリューション
- 魅力的でナビゲートが容易なバイリンガルサイトを顧客の要望に応じて制作している。フロントエンドはオリジナルテンプレートで多国籍のユーザーの嗜好に応じたカスタマイズが特色である一方バックエンドは世界標準のコンテントマネジメントシステムで実装しているのが特徴である。

プリント・ソリューション
- プリント・プロダクションとしては、新国立劇場ほか外資系企業を中心にイベント告知、マーケティングブロシャー等の制作を行っているほか、中国最大の英字新聞の海外週刊誌であるチャイナデイリー・アジアウィークリーの国内流通も手掛けている。

ITサービス
- 英語が主体の会社向けにITインフラの保守管理、システム開発、ITアウトソーシングを提供している。